# Бузуку, Гён

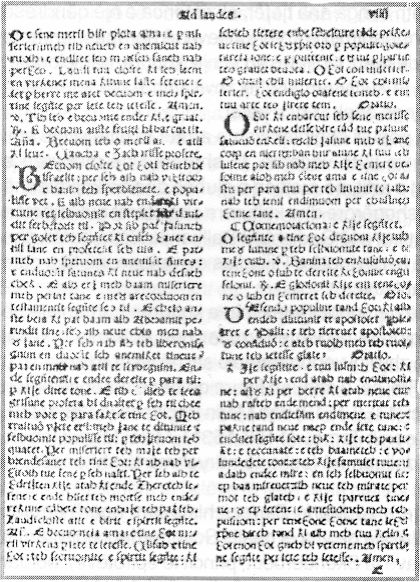
Текст Мешари

Гён Бузу́ку (алб. Gjon Buzuku; 6 марта 1499, около города Бар — 29 сентября 1577, Венеция) — албанский католический епископ, автор первой печатной книги на албанском языке — Мешари, изданной предположительно в Венеции в 1555 году.

## Биография
Подробных сведений о биографии Гёна Бузуку не существует. Некоторая информация о Гёне Бузуку содержится в колофоне книги Мешари. Считается, что Гён Бузуку родился 6 марта 1499 года в селе Ляре возле города Бар (сегодня — Черногория) и был епископом двух католических епархий в северной Албании. Он начал переводить латинскую богослужебную книгу Missale на северный диалект албанского языка 20 марта 1554 года и закончил перевод 5 января 1555 года. Мешари была издана им предположительно в Венеции в 1555 году.
В 1740 году оригинал книги был обнаружен албанским епископом в Скопье. В 1910 году была обнаружена полная копия книги Мешари, имевшая 188 страниц. Оригинал Мешари без колонтитула и первых 16 страниц находится в Ватиканской библиотеке.